# Аустрија на Светском првенству у атлетици на отвореном 2023.
Аустрија је на 19. Светском првенству у атлетици на отвореном 2023. одржаном у Будимпешти од 19. до 27. августа учествовала деветнаести пут, односно, учествовала је на свим првенствима до данас. Репрезентацију Аустрије су представљала 8 атлетичара (3 мушкарца и 5 жена) који су се такмичили у 9 дисциплина (3 мушке и 6 женске).,.
На овом првенству такмичари Аустрије нису освојили ниједну медаљу нити су остварили неки резултат.
У табели успешности према броју и пласману такмичара који су учествовали у финалним такмичењима (првих 8 такмичара) Аустрија је са 2 учесника у финалу делила 54. место са 6 бодова.
| Плас. | Земља    | 1. место | 2. место | 3. место | 4. место | 5. место | 6. место | 7. место | 8. место | Бр. финал. | Бод. |
| ----- | -------- | -------- | -------- | -------- | -------- | -------- | -------- | -------- | -------- | ---------- | ---- |
| =54.  | Аустрија | 0        | 0        | 0        | 0        | 1        | 0        | 1        | 0        | 2          | 6    |

## Учесници
| Мушкарци: - Markus Fuchs — 100 м - Raphael Pallitsch — 1.500 м - Лукас Вајсхајдингер — Бацање диска | Жене: - Сузана Гогл-Вали — 200 м, 400 м - Јулија Мајер — Маратон - Лена Преслер — 400 м препоне - Викторија Хадсон — Бацање копља - Сара Лагер — Седмобој |  |

## Резултати

### Мушкарци
| Атлетичар           | Дисциплина   | Лични рекорд | Квалификације | Квалификације | Полуфинале            | Полуфинале            | Финале                | Финале       | Детаљи |
| Атлетичар           | Дисциплина   | Лични рекорд | Резултат      | Место         | Резултат              | Место                 | Резултат              | Место        | Детаљи |
| ------------------- | ------------ | ------------ | ------------- | ------------- | --------------------- | --------------------- | --------------------- | ------------ | ------ |
| Markus Fuchs        | 100 м        | 10,08 НР     | 10,43         | 7. у гр. 7    | Нису се квалификовали | Нису се квалификовали | Нису се квалификовали | 46 / 71 (75) |        |
| Raphael Pallitsch   | 1.500 м      | 3:38,16      | 3:36,47 ЛР    | 12. у гр. 4   | Нису се квалификовали | Нису се квалификовали | Нису се квалификовали | 26 / 58      |        |
| Лукас Вајсхајдингер | Бацање диска | 70,68 НР     | 65,61 КВ      | 2. у гр. Б    |                       |                       | 65,54                 | 7 / 35       |        |

### Жене
| Атлетичарка      | Дисциплина    | Лични рекорд | Квалификације | Квалификације | Полуфинале            | Полуфинале            | Финале                | Финале       | Детаљи |
| Атлетичарка      | Дисциплина    | Лични рекорд | Резултат      | Место         | Резултат              | Место                 | Резултат              | Место        | Детаљи |
| ---------------- | ------------- | ------------ | ------------- | ------------- | --------------------- | --------------------- | --------------------- | ------------ | ------ |
| Сузана Гогл-Вали | 200 м         | 23,09        | 23,38         | 4. у гр. 3    | Ниje се квалификовалa | Ниje се квалификовалa | Ниje се квалификовалa | 33 / 44 (45) |        |
| Сузана Гогл-Вали | 400 м         | 50,87        | 51,00 кв      | 4. у гр. 2    | 51,50(.497)           | 7. у гр. 3            | Није се квалификовала | 18 / 48      |        |
| Јулија Мајер     | Маратон       | 2:30:42 НР   |               |               |                       |                       | 2:41:54               | 50 / 65 (78) |        |
| Лена Преслер     | 400 м препоне | 55,94        | 57,90         | 8. у гр. 3    | Није се квалификовала | Није се квалификовала | Није се квалификовала | 38 / 41      |        |
| Викторија Хадсон | Бацање копља  | 64,68 НР     | 62,96 КВ      | 3. у гр. А    |                       |                       | 62,92                 | 5 / 34 (36)  |        |

#### Седмобој
| Дисциплина    | Сара Лагер   | Сара Лагер | Сара Лагер | Сара Лагер | Сара Лагер | Сара Лагер   |
| Дисциплина    | Лични рекорд | Резултат   | Бод.       | Плас.      | Укупно     | Плас.        |
| ------------- | ------------ | ---------- | ---------- | ---------- | ---------- | ------------ |
| 100 м препоне | 12,27        | 14,21      | 949        | 21.        | 949        | 21.          |
| Скок увис     | 1,81         | 1,77 ЛРС   | 941        | 15.        | 1.890      | 19.          |
| Бацање кугле  | 15,23        | 13,78      | 779        | 11.        | 2.669      | 19.          |
| 200 м         | 24,53        | 25,86      | 809        | 21.        | 3.478      | 18.          |
| Скок удаљ     | 6,31         | 5,85       | 804        | 16.        | 4.282      | 16.          |
| Бацање копља  | 50,32        | 43,79      | 740        | 14.        | 5.022      | 16.          |
| 800 м         | 2:11,53      | 2:15,32    | 888        | 12.        | 5.910      | 17.          |
| Седмобој      | 6.225        |            |            |            | 5.910      | 17 / 18 (23) |